# Almir Gegič
Pour les articles homonymes, voir Almir (prénom).
Almir Senan Gegič, né le 30 octobre 1979 à Novi Pazar ( Serbie), est un footballeur serbe. 
Il joue au poste de milieu latéral. 

## Carrière
- 1995-1998 : FK Novi Pazar ( Serbie)
- 1998-2000 : Vicence ( Italie)
- 2000-2001 : Antalyaspor ( Turquie)
- 2001-2002 : 1.FC Kosice  ( Slovaquie)
- 2002-2004 : Matador Puchov ( Slovaquie)
- 2004-2005 :  FC Tatran Presov ( Slovaquie)
- 2005-2007 : Istanbulspor ( Turquie)
- 2007- : FC Chiasso ( Suisse)

## Palmarès
- Vainqueur de la Coupe de Slovaquie en 2003 avec le Matador Puchov
- Champion d'Italie de Serie B en 2000 avec Vicenza

## Implication dans le Calcioscommesse
Almir Gegic est l'un des acteurs principaux de l'affaire Calcioscommesse (match truqué pour des paris. Dans une interview donnée à la Gazzetta dello Sport (le 21 novembre 2012) il avoue avoir été approché par une télévision pour accusé Antonio Conte (coach de la Juventus) mais il a refusé car il ne le connais. Cela dit cette interview démontre que les médias peuvent accuser qui ils veulent comme ils veulent. 